# رايموند بلان
رايموند بلان (بالفرنسية: Raymond Blanc)‏ هو طباخ فرنسي، ولد في 19 نوفمبر 1949 في بيزنسون في فرنسا.

## وصلات خارجية
- الموقع الرسمي
- رايموند بلان على موقع IMDb (الإنجليزية)